# AEWコンチネンタル王座
AEWコンチネンタル王座（AEW Continental Championship）は、AEWが管理・認定する王座。

## 歴史
スポーツ志向に優れた試合、プロレス本来の競技性を目的に外部からの乱入、干渉を禁止の下でタイトルマッチが行われる。初代王座決定トーナメント「コンチネンタル・クラシック」において、準決勝でブライアン・ダニエルソン、決勝でジョン・モクスリーを破ったエディ・キングストンが初代王者となった。

## 歴代王者
| 歴代  | チャンピオン         | 戴冠回数 | 保持日数 | 日付           | 場所                                                 |
| ----- | -------------------- | -------- | -------- | -------------- | ---------------------------------------------------- |
| 初代  | エディ・キングストン | 1        | 81日     | 2023年12月30日 | ニューヨーク州ユニオンデール                         |
| 第2代 | オカダ・カズチカ     | 1        | 338日    | 2024年3月20日  | カナダ・オンタリオ州トロント、コカコーラ・コロシアム |